# Česká Proseč
Česká Proseč je malá vesnice, část obce Úbislavice v okrese Jičín. Nachází se asi 1,5 kilometru severovýchodně od Úbislavic. Česká Proseč je také název katastrálního území o rozloze 1,36 km².

## Historie
První písemná zmínka o vesnici pochází z roku 1542. Česká Proseč je na mapách z 19. století označována jako Böhmisch Proswitz nebo Böhmisch Pröschwitz. Po zrušení patrimoniální správy byla samostatnou obcí do roku 1869. V současnosti je místní části Úbislavice.

## Pamětihodnosti
- Socha svatého Mikuláše
- Dřevěná zvonička s trojím zavětrováním a se zvonkem z roku 2005 slouží jako alarm dobrovolným hasičům.
- Pískovcové sousoší Nejsvětější Trojice
- Kaplička s Pietou u silnice směrem k Úbislavicím

## Mineralogická lokalita
Na poli při jihovýchodním okraji obce směrem k vodní nádrži Jahodnice se vyskytují nerosty podkrkonošských melafyrů, zejména acháty.